# Львове (Бериславський район)
Льво́ве — село в Україні, у Тягинській сільській громаді Бериславського району Херсонської області на березі річки Дніпро, неподалік від її гирла. Половина будинків у селищі пошкоджені або знищені, з двох с половиною тисяч жителів залишилось лише 145.

## Географія
Село Львове Бериславського району Херсонської області знаходиться на правому березі річки Дніпро між двома глибокими ярами. Висота скелі правого берега, на якій знаходиться населений пункт, досягає 40 метрів. Село розташоване на березі в тому місці, де зливається основне русло Дніпра з його двома рукавами: річкою Козацькою, що починається біля смт Козацьке, і Коканню[джерело?], що відділяється від Дніпра неподалік від села Дніпряни.
Львове розташоване на зручному перетині водних шосейних і ґрунтових шляхів. Водним шляхом можна доїхати до м. Херсон і далі по Чорному морю до міста Одеси та інших чорноморських портів. Вгору по Дніпру шлях простягається до Нової Каховки і через шлюз Каховської ГЕС до будь-якого населеного пункту на березі Каховського моря. Від асфальтної дороги Херсон-Каховка село знаходиться на відстані 3 км; від найближчої залізничної станції (Матросівка) на лінії Снігурівка-Федорівка на відстані 20 км, від обласного центра м. Херсон село знаходиться на відстані 60 км, від м. Нова Каховка — 28 км, від районного центру (м. Берислав) — 27 км.
Природні ресурси та корисні копалини, що розміщуються на території населеного пункту: будівельний камінь, глина, вапняк тощо.
Від села Львове на схід розташовані, між двома рукавами: Козаком і Коканню, два мальовничих острови з дніпровськими плавнями. На їх території знаходяться багато озер і густі зарості очерету. Плавні є улюбленим місцем відпочину жителів і гостів села, а також полювання для мисливців з усієї Херсонської області. З дичини тут водяться фазани, качки, зайці, а також хутірний звірок — ондатра.
У Дніпрі та озерах водяться різні види риб: короп, лин, карась, лящ, окунь, щука, рибець, сом, судак тощо.

## Історія

### Археологічні дослідження
Перші археологічні дослідження в селі припадають на кінець XIX — початок ХХ ст. У прибережних вапняках, на околиці села виявлено палеонтологічні знахідки: залишки гіпаріонів, жирафів, безрогих носорогів та великих жирафів. У 1966 році за південно-західною околицею села відкрито пізньоскіфське поселення І ст. до н. е. — III ст. н. е. зі слідами багатокамерних кам'яних будівель, земляними та рибозасольними ямами, античною керамікою і посудом зарубинецького типу.
Поблизу села досліджено могили з похованням ямної, кемібратської, катакомбної, зрубної культур та кімерійського часу VIII ст. до н. е., знайдено антропоморфні стели мідної доби, розкопано скіфські кургани, поховання сарматів та середньовічних кочовиків.

### Утворення поселень Червоний Бургун і Львове
Виникнення села Львове припадає на п.п. XVIII ст. Сучасне село склалося з двох колишніх поселень, що знаходились зовсім поряд. У західній частині сьогоднішнього Львового у п.п. XVIII ст. був розташований курінь кошового Бургуна. Пізніше курінь перетвориться на поселення. Звідси пішла назва західної частини села — Бургун. Після ліквідації Запорізької Січі царський уряд вирішив роздати прибережні землі Херсонського повіту у приватну власність, але колишні козаки не хотіли ставати кріпаками, втікали, через що багато поселень зовсім спустошилось. З часом сюди почали переселяти селян з інших місцевостей України.
Царський уряд створив тут військові поселення, наділяв землею державних селян, роздавав військовослужбовцям, чиновникам, дворянам. Ці землі були заселені і кріпаками північних губерній. Так у 1818 році у Бургун прибуло 156 селян з Полтавської губернії. У середині XIX ст. в цьому місці на березі Дніпра був зведений маяк, що вказував шлях річним суднам. Саме з цього часу поселення і почали називати Червоний Бургун (однак, паралельно існувала і інша назва — Карачаново, від імені власника поселення).
У 1850 році Червоний Бургун перейшов у власність до поміщиці Ульянової, вона ігнорувала скасування кріпосницького права аж до 1870 року, збираючи оброк з селян. За даними перепису 1859 року в Червоному Бургуні нараховувалося 20 дворів з 125 селянами (60 чоловіків і 65 жінок). А у 1887 році жителів було вже 230. З них колишніх поміщицьких селян — 37, що мали 87 коней і 34 воли.
Сучасна східна частина села має окрему історію. У 1841 році тут була заснована єврейська колонія Львове. Євреї були переселені сюди царським урядом Миколи І із Вітебської і Могилівської губерній. Назву села дали самі переселенці, по аналогічній назві населеного пункту тих місць, звідки вони переселились. Існує ще одна версія походження назви: за іменем графа Лева Трубецького, який виділив частину своїх земель під поселення євреїв. У часи заснування Львового в ньому нараховувалось 119 господарств з кількістю населення 1060 чоловік, з них 447 колоністів чоловічої статі. Вони отримали 4759 десятин (5235 га) родючої землі з розрахунку 45 га на сім'ю з шести чоловік.
Колоністам надавались пільги: на 25 років звільняли від подушного податку, на 10 років — від земського і на 50 років — від рекрутської повинності, а також колоністів забезпечували сільськогосподарським знаряддям. Однак, попри надані пільги колонія розвивалася слабко, переселенці важко пристосовувались до нових умов життя: землеробство було для них чужим і господарства їх почали занепадати.
Відвідавши ці місця, етнограф О. С. Афанасьєв-Чужбинський наприкінці 50-х років XIX ст. так описував Львове:
|  | Колонія ця розташована над Дніпром… Місцевість прекрасна, особливо живописним є вид на колонію з Дніпро... однак, колонія Львове на вигляд більш неохайна та обірвана, ніж Новобериславська, але й внутрішній зміст її поступається першій у всіх відносинах. Тут набагато більше будинків без дахів, майже немає дерев… Багато сімейств збідніли, лишились без робочого скоту і взагалі без вірних засобів для існування. |

[
|  | Колония эта расположена над Днепром... Местность прекрасная, особенно живописен вид на колонию с Днепра... однако, колония Львово по наружности неопрятнее и оборваннее Новобериславской, да и внутреннее содержание ее уступает первой во всех отношениях. здесь гораздо больше домов без крыш, прочти нет деревьев... Многие семейства обеднели, остались без рабочего скота и вообще без верных средств к пропитанию. |

Відчувши на собі всі негаразди колоністського життя, велика частина сімей намагалась покинути Львове.
Через глибокий яр на схід від села Львове (на території сучасного Львівського НВК) у 1806 році був утворений хутір у 2 двори, що належав поміщику Пісарєву.

### Економічний розвиток сіл після селянської реформи 1861р.
Після відміни кріпосного права власниця Червоного Бургуна не укладала викупний договір зі своїми кріпаками до травня 1870 року, тому селяни продовжували сплачувати щорічний оброк за присадибні і польові ділянки.
Після реформи 1861 року характерне помітне зростання великого землеволодіння за рахунок зменшення селянських наділів. У 1902 році в Червоному Бургуні налічувалося 7 великих власників землі:
| № п/п | Прізвище, ініціали | Соціальний статус | Кількість землі |
| 1.    | Полудьоний Н. М.   | Міщанин           | 625 десятин     |
| 2.    | Ульянов І. Л.      | Титульний радник  | 507,7 десятин   |
| 3.    | Ретенко А. Е.      | Міщанин           | 288,8 десятин   |
| 4.    | Ретенко І. Е.      | Міщанин           | 288,8 десятин   |
| 5.    | Давиденко Г. Й.    | Міщанин           | 178 десятин     |
| 6.    | Король К. С.       | Міщанин           | 175 десятин     |
| 7.    | Полудьоний Н. М.   | Міщанин           | 75 десятин      |

У той же час товариству колишніх поміщицьких селян належало всього 258,5 десятин землі.
До 1906 року кількість надільної землі в селі Червоний Бургун було 259 десятин. Селянських господарств нараховувалось 50. Розподіл землі між ними відбувався наступним чином:
| № п/п | Розмір землі   | Кількість господарств |
| 1.    | Безземельні    | 3 господарства        |
| 2.    | До 3-х десятин | 12 господарств        |
| 3.    | До 7 десятин   | 22 господарства       |
| 4.    | До 10 десятин  | 3 господарства        |
| 5.    | До 15 десятин  | 5 господарств         |
| 6.    | До 20 десятин  | 1 господарство        |

У колонії Львове земельне становище селян-колоністів було порівняно кращим ніж у Червоному Бургуні. На 1906 рік колонія мала в розпорядженні 3899 десятин орної землі на 272 господарства:
| № п/п | Розмір землі  | Кількість господарств |
| 1.    | До 10 десятин | 175 господарства      |
| 2.    | До 20 десятин | 51 господарств        |
| 3.    | До 25 десятин | 46 господарства       |

Столипінська аграрна реформа ще більше посилила розшарування селян. Таким чином селянин Давиденко Г. Й. мав 100 десятин землі.
Станом на 1886 рік в колонії Тягинської волості мешкало 1354 осіб, налічувалось 96 дворів, працювали єврейська синагога та молитовний будинок, 4 лавки. На початку ХХ століття ж у Львовому вже функціонували дрібні промислові підприємства: маслобійня, сироварня, кузня, лісовий склад, а також 8 торгових лавок; у Червоному Бургуні — 6 підприємств промислового типу і торгова лавка. У неділю влаштовувалися базари, весною і восени — ярмарки. Розвиток торгівлі значно активізувався після спорудження в кінці XIX століття пристані. У 1913 році через неї пройшло понад 175 тисяч пудів вантажу (у тому числі 136,1 тисяч пудів хліба).

### Села у 1914—1920рр.

#### Села у період Першої світової війни
Напередодні Першої світової війни Львове було одним із найбільших населених пунктів Тягинського повіту. Проте медичне обслуговування в селі зводилося лише до діяльності фельдшера, в обов'язки якого входило надання першої медичної допомоги (прийом хворих проводився у фельдшерському пункті) жителям деяких навколишніх сіл. Працювала приватна аптека. Перша двокомплекта земська школа, у якій 2 вчителя навчали 107 учнів, була відкрита у селі Львове у 1869 році. У Червоному Бургуні з 1898 року функціонувала земська однокомплектна школа, у якій на початку ХХ століття займалось 32 учні і працював один учитель. Половина дітей села лишались неосвіченими.
Перша світова війна сильно погіршила становище селян: більшість чоловіків було мобілізовано до царської армії, у результаті чого кількість населення зменшилась з 2795 чол. в обох у 1912 році селах до 1909 чол. у 1916.

#### Села у період Визвольних змагань
У другій половині січня 1918 року у селі розпочалась радянська окупація. У березні село звільнили австро-німецькі війська. У листопаді-грудні село зайняли війська армії УНР.
На початку березня 1919 року село знову окупували радянські війська. У травні 1919 року село зайняли війська отамана Григор'єва. У серпні 1919 року село захопили денікінці.
Наприкінці січня 1920 року село знову захопили сили більшовиків. У червні 1920 року на Херсонщину ввійшли врангелівські війська, а Львове стало прифронтовою зоною.
Врешті-решт село залишилось під контролем більшовиків.
Тяжким випробуванням для селян також став голод. Взимку 1921-1922 рр. тільки у Львовому від голоду і тифу померло 169 чоловік. До кінця 1922 року в обох селах лишилося 1675 жителів (для порівняння, у 1920—2253 чол.).

### Російське вторгнення в Україну (2022)

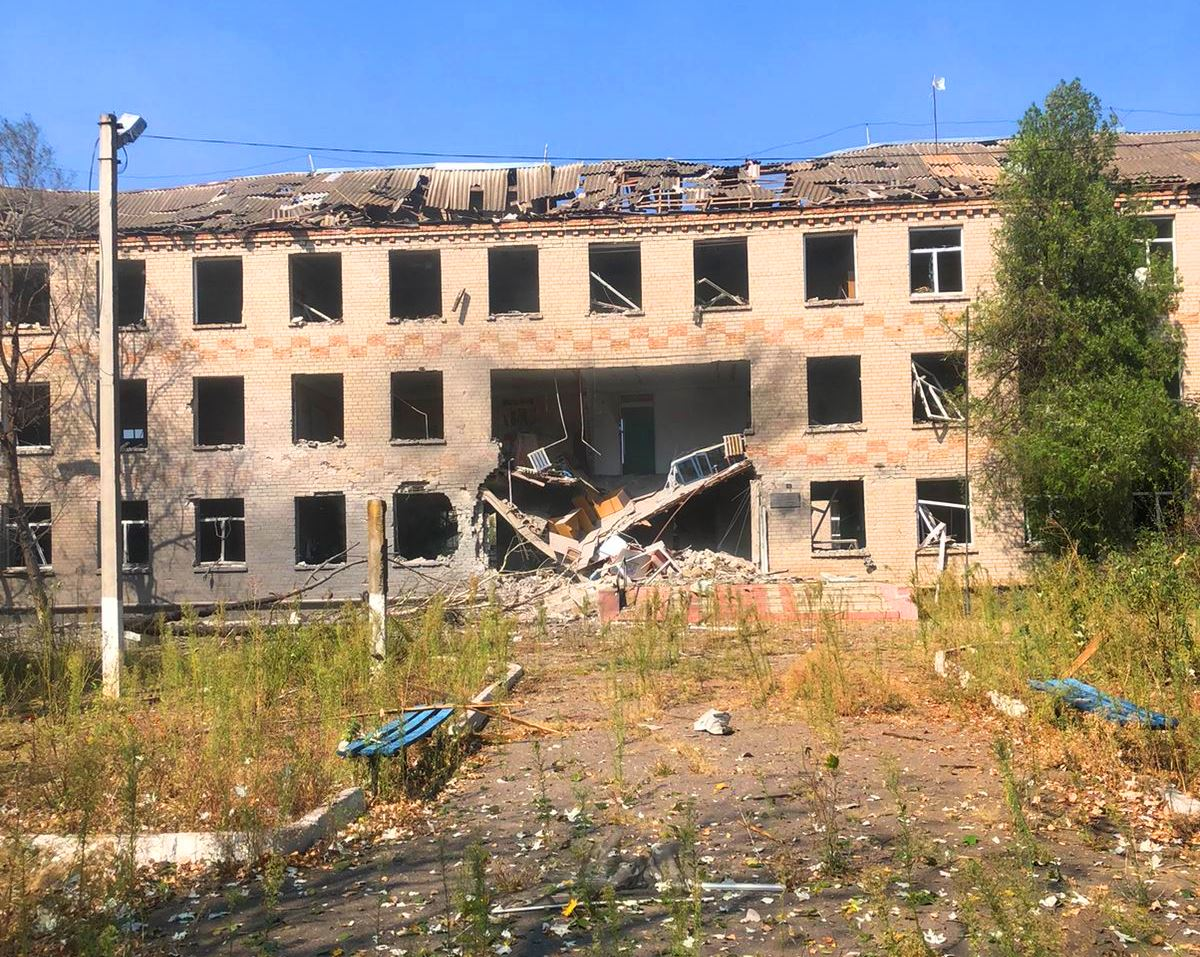
Сільський ліцей після обстрілу 16 вересня 2023 року

В середині березня 2022 року село захоплено російськими військами під час вторгнення на Херсонщину.
29 серпня 2022 року ЗСУ вдарили по ворожій переправі у селі.
10 листопада під час відступу з Правобережжя Херсонщини російські війська остаточно підірвали переправу, що з'єднувало Львове з Лівобережжям.
11 листопада село звільнено ЗСУ в ході контрнаступу в Херсонській області.
Після звільнення село перебуває під постійним вогнем російської армії.
6 лютого 2023 року окупанти обстріляли село.
Вранці 30 березня 2023 року відбувся наймасштабніший обстріл села Львове зі сторони російських окупантів за часів його деокупації, зруйновано понад 10 житлових будинків.
6 червня 2023 року, внаслідок підриву росіянами Каховської ГЕС, в перші ж години після вибуху, село було затоплено.
16 вересня 2023 року російським обстрілом був частково зруйнований сільський ліцей.

## Населення

### Мовний склад
Рідна мова населення за даними перепису 2001 року:
| Мова            | Кількість | Відсоток |
| --------------- | --------- | -------- |
| українська      | 2317      | 90.33%   |
| російська       | 238       | 9.27%    |
| білоруська      | 2         | 0.08%    |
| румунська       | 2         | 0.08%    |
| болгарська      | 2         | 0.08%    |
| угорська        | 1         | 0.04%    |
| єврейська       | 1         | 0.04%    |
| інші/не вказали | 2         | 0.08%    |
| Усього          | 2565      | 100%     |

## Відомі люди
- Криничко Леонід Іванович — солдат ЗСУ, учасник російсько-української війни 2014—2015.

## Освіта і культура

### Освіта
Дошкільна освіта:
- Львівський дитячий садок

Середня освіта:
- Львівська загальноосвітня школа І-ІІІ ступенів

### Культура
Головним культурним закладом села є Львівський будинок культури.
У селі також діє бібліотека.